# Cardopatium
Cardopatium é um género botânico pertencente à família Asteraceae.